# Банда «40 слонов»
Банда «40 слонов» (англ. Forty Elephants, также известна как Forty Thieves) — женский преступный синдикат, действовавший в Великобритании в XIX−XX веках. Специализировался на магазинных кражах, долго избегал обнаружения полицией.

## История
Преступная группа женщин-воровок занималась кражами в лондонских магазинах в центральном районе города Elephant and Castle. Существовала по крайней мере с 1873 по 1950 годы. Они состояли в союзе с уличной бандой Elephant and Castle Mob, которую возглавляли братья Макдональды. «Сорок слонов» начали с краж в дорогих магазинах Лондона, затем переключились на другие английские города. В начале XX века банду возглавляла Элис Даймонд, известная как Queen of the Forty Thieves и Diamond Annie (была подругой Мэгги Хилл, сестры гангстера Билли Хилла).
Расцвет деятельности банды пришелся на межвоенный (Первая и Вторая мировые войны) период, когда её участники совершали набеги на крупные торговые центры не только в Лондоне, но и по всей стране. Внутри банды действовали свои правила, касающиеся лояльности её членов и распределения награбленного. Хотя название группировки сложилось как «Сорок слонов», было выявлено более семидесяти непосредственных членов банды, действовавшей в 1920—1930 годах. Сообщения о том, что банда распалась, когда её лидеры были заключены в тюрьму в 1925 году, неверны — она продолжала свою деятельность и после Второй мировой войны.
Неясно, когда банда «Сорок слонов» начала свою деятельность. Хотя самое раннее упоминание о ней в газетах относится к 1873 году, но лондонские полицейские записи указывают на то, что женщины-воровки действовали в городе с конца XVIII века. Одежда участников банды имела потайные карманы и вместительные панталоны под юбкой. Вероятно, стражам порядка не нравился сомнительный наряд женщин, но обыскивать дам было запрещено. Они могли спрятать свою добычу в пальто, муфтах, юбках и шляпах. Иногда они совершали налёты непосредственно на крупные магазины, торгующие дорогими вещами и драгоценностями, имевшие несколько входов: разбивали витрины, сгребали драгоценности, стаскивали дорогие платья с манекенов. Банда похищала товары на тысячи фунтов и имела достаточно средств, чтобы материально поддерживать своих супругов. В XX веке «Слонихи» закупили автомобили для транспортировки своей добычи и ухода от погони полиции. Помимо традиционных краж в магазинах, банда диверсифицировала свою деятельность, занимаясь грабежом домов и шантажом людей: члены преступной группировки использовали фальшивые рекомендательные письма, чтобы наняться в качестве горничных, а затем обворовывали дома своих работодателей. Они также соблазняли мужчин, которых шантажировали угрозами испортить их репутацию.
Часть членов банды время от времени арестовывали и осуждали, но их тюремные сроки были, как правило, короткими: они приговаривались либо к 12 месяцам каторжных работ, либо к трём годам тюремного заключения, а после освобождения снова возвращались в банду. Хотя члены банды «Сорок слонов» крали предметы одежды, сами они её не носили, а продавали уличным торговцам или относили в ломбарды. Но часть одежды передавалась в магазины, которые продавали её, заменив этикетки. Перепродавцов тоже иногда задерживали, но суды присяжных оправдывали их из-за недостаточности доказательств вины.

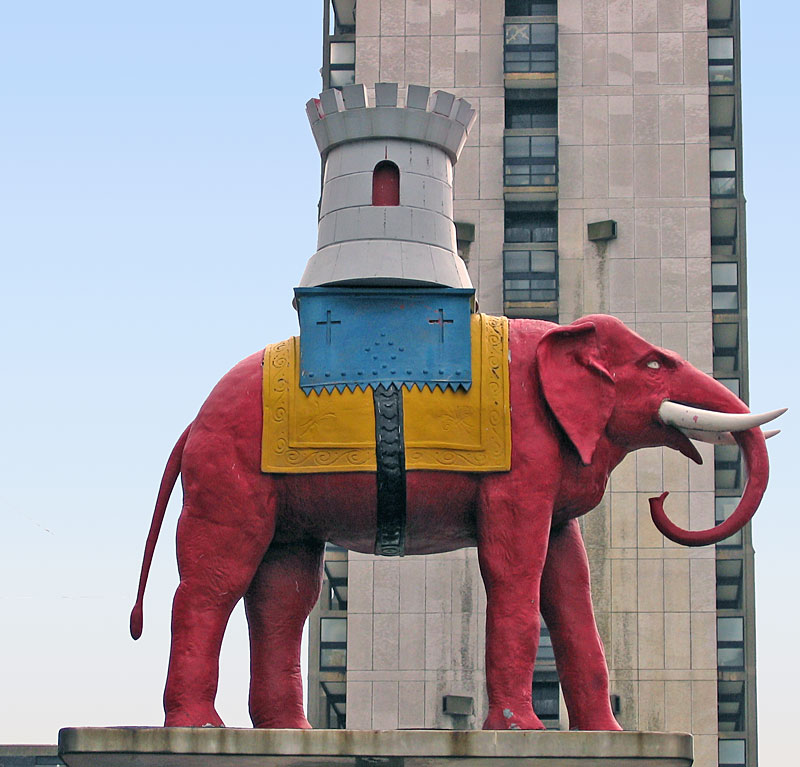
Символ района Elephant and Castle, где орудовала банда